# Apostenus ducati
Espèce
Apostenus ducati est une espèce d'araignées aranéomorphes de la famille des Liocranidae.

## Distribution
Cette espèce se rencontre au Canada en Colombie-Britannique et aux États-Unis au Washington et au Montana,.

## Description
Le mâle holotype mesure 3,45 mm et la femelle paratype 4,83 mm, les mâles mesurent de 2,52 à 3,45 mm et les femelles de 2,88 à 4,83 mm.

## Étymologie
Cette espèce est nommée en référence à Ducati.

## Publication originale
- Bennett, Copley & Copley, 2013 : Apostenus ducati (Araneae: Liocranidae) sp. nov.: a second Nearctic species in the genus. Zootaxa, no 3647, p. 63-74.